# Carteria
Carteria es un género de foraminífero bentónico considerado como nomen nudum, invalidado y sustituido por Saccamminopsis de la subfamilia Paratikhinellinae, de la familia Paratikhinellidae, de la superfamilia Moravamminoidea, del suborden Fusulinina y del orden Fusulinida. El rango cronoestratigráfico de Saccamminopsis abarca desde el Fammeniense (Devónico superior) hasta el Carbonífero.